# Elastase

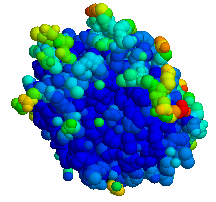
Estrutura da elastase.

Elastase é uma serina-protease com a capacidade única de digerir elastina. Cliva de preferência o terminal C (carboxílico) da alanina, valina, serina, glicina, leucina ou isoleucina e tem atividade óptima a pH 9. Esta enzima pode ser usada sozinha ou em combinação com outras proteases para análise de proteínas por espectrometria de massa e de outros procedimentos.
Elastina em conjunto ao colágeno, determina as propriedades elásticas das fibras de um tecido conjuntivo.

## Forma neutrófila
Elastase neutrófila decompõe a proteína da membrana externa A (OmpA) de bactérias gram-negativas como E. coli e Shigella.

## Patologias
Em caso de deficiência de α1-antitrispina (A1AD), a elastase pode produzir destruição desinibida de fibras elásticas dos alvéolos causando um grave enfisema pulmonar.
Elastase bacteriana pode inativar imunoglobulina A e imunoglobulina G, inativar C3bi inibindo o sistema de complemento, causar danos proteolíticos, inibir algumas citocinas e inativar receptores de neutrófilos envolvidos na fagocitose.